# Oberengstringen
Oberengstringen is een gemeente en plaats in het Zwitserse kanton Zürich, en maakt deel uit van het district Dietikon.
Oberengstringen telt 6252 inwoners.